# Wendelin Leonhardt
Georg Wendelin Leonhardt (* 21. Oktober 1872 in Neustadt an der Haardt; † 24. September 1949 in Mannheim) war ein deutscher Architekt.

## Leben

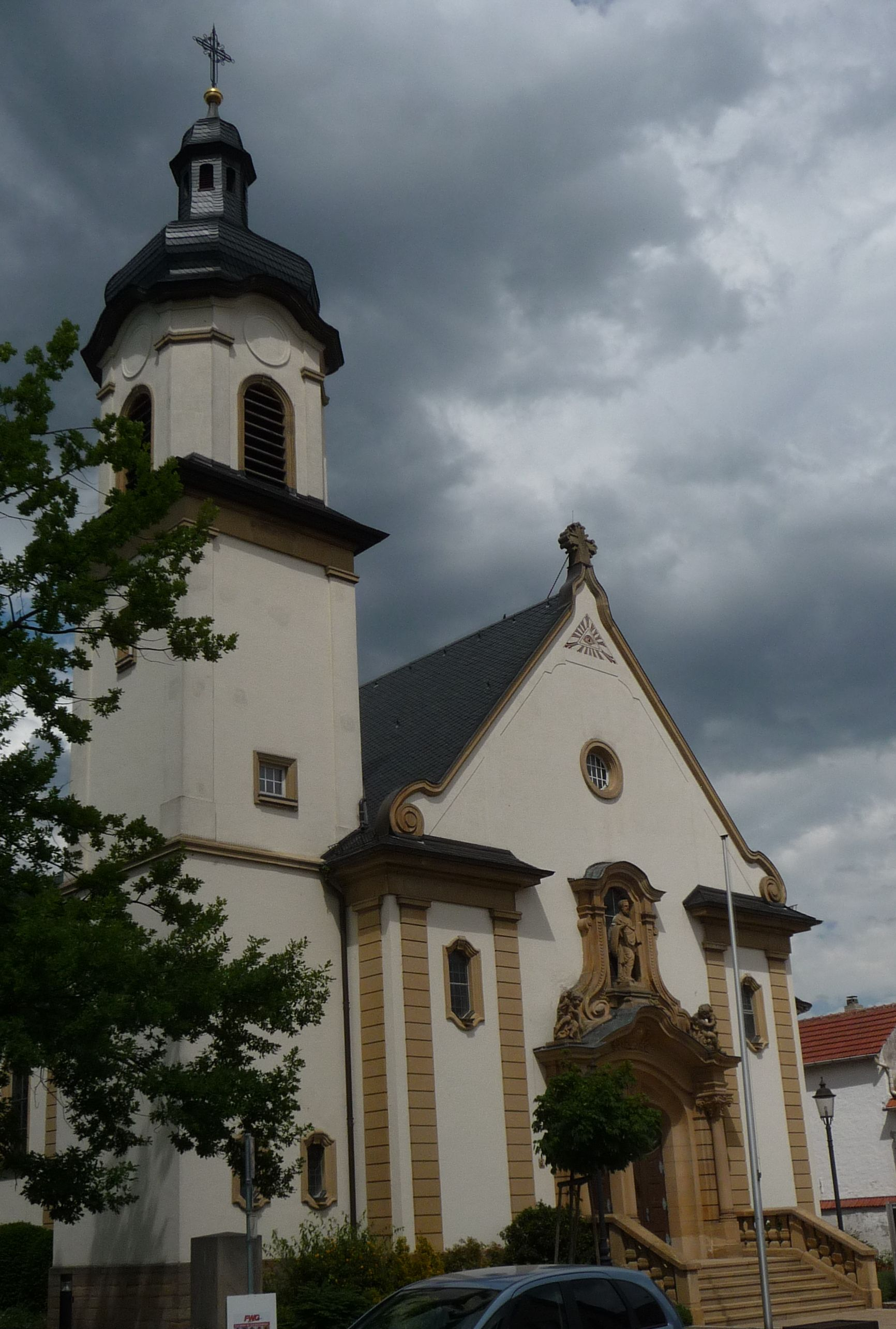
Katholische Kirche Beindersheim

Leonhardt war ein Sohn des Möbelfabrikanten Wilhelm Leonhardt (1830–1881) und seiner Frau Margarethe, geb. Hoffmann (1838–1919), einer Tochter des Baumeisters und Bürgermeisters Joseph Hoffmann in Ludwigshafen am Rhein. Er war damit ein Neffe des Baumeisters und Bürgermeisters Wendelin Hoffmann und des Kommerzienrats Franz Hoffmann.
Nach dem Architekturstudium ließ er sich in Mannheim nieder, wo er „zu den geschätzten und vielbeschäftigten Architekten“ gehörte. Erhalten sind von seinen Werken unter anderem das Geschäftshaus J 2,8 in der Mannheimer Innenstadt sowie das Zweifamilienhaus Kirchner in der Viktoriastraße 6, die Doppelvilla Kirchner in der Lameystraße 32/34 und (teilweise) die Doppelvilla Steiner an der Ecke Mollstraße/Viktoriastraße.
Er beteiligte sich auch an zahlreichen Wettbewerben, unter anderem für das Mannheimer Hansa-Haus, bei dem er den zweiten Preis erlangte.

## Weitere Werke
- Beindersheim, katholische Pfarrkirche (1914–1916)
- Lampertheim, Pfarrhaus
- Mannheim, Verwaltungsgebäude des Mannheimer Konsumvereins, Industriestraße 6a (1908)[4]
- Mannheim-Käfertal, Habichtstraße, Wohnungsbauten der Kriegerheimstätten für die Baugesellschaft für Kleinwohnungsbauten GmbH (1919)